# Prima pagină (film din 1974)
Prima pagină (în engleză The Front Page) este o comedie neagră americană din 1974 regizată de Billy Wilder cu Jack Lemmon și Walter Matthau în rolurile principale. Scenariul este redactat de Wilder și I.A.L. Diamond în baza piesei de teatru publicate sub același nume⁠(d) în 1928 de Ben Hecht și Charles MacArthur⁠(d) care a inspirat numeroase filme, filme de televiziune și episoade în diferite seriale.

## Rezumat
Reporterul Chicago Examiner⁠(d) Hildebrand „Hildy” Johnson (Jack Lemmon) tocmai a renunțat la slujbă sa pentru a se căsători cu Peggy Grant (Susan Sarandon) și a începe o nouă carieră, când condamnatul Earl Williams (Austin Pendleton) evadează din culoarul morții⁠(d) exact înainte de execuția sa. Earl este un om de stânga sărac și bâlbâit, a cărui singură infracțiune este umplerea prăjiturilor cu răvașe în care cere eliberarea lui Sacco și Vanzetti, însă presa galbenă din Chicago l-a descris drept o mare amenințare venită dinspre Moscova. Prin urmare, cetățenii așteaptă cu nerăbdare executarea sa.
Earl nu părăsește închisoarea, ci intră în sala de redacție a acesteia unde îl întâlnește pe Hildy. Reporterul conștientizează că întâmplarea poate reprezenta cel mai mare eveniment al carierei sale. Walter Burns (Walter Matthau), editor-șef⁠(d) egomaniac⁠(d), încearcă cu disperare să-l convingă pe Hildy să-și păstreze slujba și îl încurajează să abordeze subiectul lui Earl în ciuda frustrărilor lui Peggy. Când deținutul este pe cale să fie descoperit, Mollie Malloy (Carol Burnett) - o autoproclamată „prostituată de 2 dolari de pe strada Division⁠(d)” care s-a împrietenit cu Earl - sare pe fereastră de la etajul trei al clădirii în încercarea de a le distrage atenția celorlalți.
Când Earl este capturat, Hildy și Walter sunt arestați pentru complicitate, dar sunt eliberați când descoperă că primarul și șeriful au încercat să ascundă grațierea acordată în ultimul minut de guvernator. Walter acceptă cu greu pierderea unui reporter profesionist și îi oferă un ceas în semn de apreciere. Hildy și Peggy se urcă într-un tren și pornesc spre Philadelphia, unde urmează să se căsătorească. Între timp, Walter contactează următoarea gară, anunță că persoana care i-a furat ceasul se află în trenul care urmează să intre în stație și cere arestarea hoțului.

## Distribuție
- Jack Lemmon - Hildebrand „Hildy” Johnson
- Walter Matthau - Walter Burns
- Susan Sarandon - Peggy Grant
- Vincent Gardenia⁠(d) - șeriful „Cinstitul Pete” Hartman
- David Wayne⁠(d) - Roy Bensinger
- Allen Garfield⁠(d) - Kruger
- Charles Durning⁠(d) - Murphy
- Herb Edelman⁠(d) - Schwartz
- Austin Pendleton - Earl Williams
- Carol Burnett - Mollie Malloy
- Martin Gabel⁠(d) - Dr. Max J. Eggelhofer
- Harold Gould⁠(d) - The Mayor
- John Furlong⁠(d) - Duffy
- Jon Korkes⁠(d) - Rudy Keppler
- Cliff Osmond⁠(d) - ofițerul Jacobi
- Lou Frizzell⁠(d) - Endicott
- Paul Benedict⁠(d) - Plunkett
- Dick O'Neill⁠(d) - McHugh
- Biff Elliot⁠(d) - polițist-dispecer
- Barbara Davis - Myrtle

Allen Jenkins⁠(d) - care a făcut parte din distribuția producției originale din 1928 - interpretează un rol minor ca stenograf. A fost ultimul său rol de film înainte să moară în iulie 1974.